# Liste der Bodendenkmäler in Steinsfeld
Auf dieser Seite sind die Bodendenkmäler in der mittelfränkischen Gemeinde Steinsfeld zusammengestellt. Diese Tabelle ist eine Teilliste der Liste der Bodendenkmäler in Bayern. Grundlage ist die Bayerische Denkmalliste, die auf Basis des Bayerischen Denkmalschutzgesetzes vom 1. Oktober 1973 erstmals erstellt wurde und seither durch das Bayerische Landesamt für Denkmalpflege geführt wird. Die folgenden Angaben ersetzen nicht die rechtsverbindliche Auskunft der Denkmalschutzbehörde.

## Bodendenkmäler der Gemeinde Steinsfeld

### Bodendenkmäler in der Gemarkung Bettwar
| Lage               | Objekt | Akten-Nr.     | Bild |
| ------------------ | --- | ------------- | ---- |
| Bettwar (Standort) | Siedlung des Neolithikums. | D-5-6526-0042 |      |
| Bettwar (Standort) | Siedlung des Neolithikums. | D-5-6526-0043 |      |
| Bettwar (Standort) | Freilandstation des Mesolithikums. | D-5-6526-0044 |      |
| Bettwar (Standort) | Mittelalterliche und frühneuzeitliche Befunde im Bereich der Evangelisch-Lutherischen Pfarrkirche St. Georg in Bettwar einschließlich umfriedetem Kirchhof mit Körpergräbern. | D-5-6526-0065 |      |

### Bodendenkmäler in der Gemarkung Endsee
| Lage              | Objekt | Akten-Nr.     | Bild |
| ----------------- | --- | ------------- | ---- |
| Endsee (Standort) | Siedlung des Neolithikums, der Bronzezeit, Urnenfelder- und Hallstattzeit sowie der Latènezeit. | D-5-6527-0085 |      |
| Endsee (Standort) | Siedlung des Neolithikums. | D-5-6527-0127 |      |
| Endsee (Standort) | Teilgerstörte Turmhügelburg des hohen Mittelalters mit Haupt- und Vorburgareal. | D-5-6527-0178 |      |
| Endsee (Standort) | Burgstall des Mittelalters. | D-5-6527-0179 |      |
| Endsee (Standort) | Siedlung des Neolithikums, der Hallstattzeit und der Latènezeit sowie mittelalterliche Wüstung Fuchsstadt. | D-5-6527-0180 |      |
| Endsee (Standort) | Siedlung des Neolithikums und der Bronzezeit sowie Bestattungsplatz mit Reihengräbern des frühen Mittelalters.                                                                                                  | D-5-6527-0182 |      |
| Endsee (Standort) | Siedlung des Altneolithikums. | D-5-6527-0183 |      |
| Endsee (Standort) | Siedlung der späten Hallstatt- und der frühen Latènezeit. | D-5-6527-0186 |      |
| Endsee (Standort) | Siedlung der Metallzeiten. | D-5-6527-0187 |      |
| Endsee (Standort) | Höhensiedlung vorgeschichtlicher Zeitstellung und Abschnittsbefestigung vor- und frühgeschichtlicher oder frühmittelalterlicher Zeitstellung.                                                                   | D-5-6527-0188 |      |
| Endsee (Standort) | Siedlung vorgeschichtlicher Zeitstellung, darunter des Neolithikums. | D-5-6527-0189 |      |
| Endsee (Standort) | Freilandstation des Mesolithikums, Siedlung des Neolithikums, der Bronzezeit, Urnenfelder-, Hallstatt- und Latènezeit, Siedlung der mittleren und späten römischen Kaiserzeit, Bestattungsplatz der Latènezeit. | D-5-6527-0190 |      |
| Endsee (Standort) | Siedlung vorgeschichtlicher Zeitstellung. | D-5-6527-0192 |      |
| Endsee (Standort) | Siedlung vorgeschichtlicher Zeitstellung. | D-5-6527-0193 |      |
| Endsee (Standort) | Siedlung der späten Latènezeit. | D-5-6527-0197 |      |
| Endsee (Standort) | Siedlung vorgeschichtlicher Zeitstellung, darunter der Steinzeiten. | D-5-6527-0270 |      |

### Bodendenkmäler in der Gemarkung Gattenhofen
| Lage                                                                                               | Objekt | Akten-Nr.     | Bild                                |
| -------------------------------------------------------------------------------------------------- | --- | ------------- | ----------------------------------- |
| Gattenhofen (Standort)                                                                             | Siedlung der Steinzeiten. | D-5-6526-0048 |                                     |
| Gattenhofen über dem Steinbachtal etwa 1950 Meter südwestlich der Kirche in Gattenhofen (Standort) | Abschnittsbefestigung des Mittelalters. | D-5-6527-0207 | Abschnittsbefestigung D-5-6527-0207 |
| Gattenhofen (Standort)                                                                             | Siedlung der Urnenfelderzeit. | D-5-6527-0208 |                                     |
| Gattenhofen (Standort)                                                                             | Siedlung des Neolithikums. | D-5-6527-0209 |                                     |
| Gattenhofen (Standort)                                                                             | Siedlung des Neolithikums. | D-5-6527-0210 |                                     |
| Gattenhofen (Standort)                                                                             | Siedlung der Latènezeit. | D-5-6527-0212 |                                     |
| Gattenhofen (Standort)                                                                             | Siedlung der Urnenfelderzeit. | D-5-6527-0213 |                                     |
| Gattenhofen (Standort)                                                                             | Freilandstation des Mesolithikums. | D-5-6527-0214 |                                     |
| Gattenhofen (Standort)                                                                             | Siedlung vorgeschichtlicher Zeitstellung. | D-5-6527-0217 |                                     |
| Gattenhofen (Standort)                                                                             | Siedlung der Latènezeit. | D-5-6527-0219 |                                     |
| Gattenhofen (Standort)                                                                             | Siedlung vorgeschichtlicher Zeitstellung. | D-5-6527-0220 |                                     |
| Gattenhofen (Standort)                                                                             | Siedlung vorgeschichtlicher Zeitstellung. | D-5-6527-0221 |                                     |
| Gattenhofen (Standort)                                                                             | Siedlung vorgeschichtlicher Zeitstellung. | D-5-6527-0222 |                                     |
| Gattenhofen (Standort)                                                                             | Siedlung vorgeschichtlicher Zeitstellung. | D-5-6527-0223 |                                     |
| Gattenhofen (Standort)                                                                             | Freilandstation des Mesolithikums und Siedlung der Latènezeit. | D-5-6527-0224 |                                     |
| Gattenhofen (Standort)                                                                             | Mittelalterliche und frühneuzeitliche Befunde im Bereich der Evangelisch-Lutherischen Pfarrkirche St. Michael in Gattenhofen, einschließlich wehrhaft ummauertem Kirchhof mit Körpergräbern. | D-5-6527-0299 |                                     |

### Bodendenkmäler in der Gemarkung Habelsee
| Lage                | Objekt                                             | Akten-Nr.     | Bild |
| ------------------- | -------------------------------------------------- | ------------- | ---- |
| Habelsee (Standort) | Siedlung des Neolithikums und der Urnenfelderzeit. | D-5-6527-0128 |      |

### Bodendenkmäler in der Gemarkung Hartershofen
| Lage                    | Objekt                                                                                        | Akten-Nr.     | Bild |
| ----------------------- | --------------------------------------------------------------------------------------------- | ------------- | ---- |
| Hartershofen (Standort) | Bestattungsplatz mit Grabhügel vorgeschichtlicher Zeitstellung.                               | D-5-6527-0229 |      |
| Hartershofen (Standort) | Siedlungen des Neolithikums, Bestattungsplatz mit Grabhügeln vorgeschichtlicher Zeitstellung. | D-5-6527-0231 |      |
| Hartershofen (Standort) | Siedlung des Neolithikums und der Latènezeit.                                                 | D-5-6527-0232 |      |
| Hartershofen (Standort) | Siedlung des Mittelneolithikums, Siedlung der Urnenfelderzeit.                                | D-5-6527-0233 |      |

### Bodendenkmäler in der Gemarkung Schweinsdorf
| Lage                    | Objekt                      | Akten-Nr.     | Bild |
| ----------------------- | --------------------------- | ------------- | ---- |
| Schweinsdorf (Standort) | Siedlung der Hallstattzeit. | D-5-6527-0239 |      |

### Bodendenkmäler in der Gemarkung Steinach a.d.Ens
| Lage                                       | Objekt                                                                      | Akten-Nr.     | Bild |
| ------------------------------------------ | --------------------------------------------------------------------------- | ------------- | ---- |
| Steinach a.d.Ens Gallmersgarten (Standort) | Siedlung des Neolithikums, der Metallzeiten sowie der römischen Kaiserzeit. | D-5-6527-0195 |      |

### Bodendenkmäler in der Gemarkung Steinsfeld
| Lage                  | Objekt | Akten-Nr.     | Bild |
| --------------------- | --- | ------------- | ---- |
| Steinsfeld (Standort) | Freilandstation des Mesolithikums und Siedlung des Neolithikums. | D-5-6527-0089 |      |
| Steinsfeld (Standort) | Turmhügel des Mittelalters. | D-5-6527-0165 |      |
| Steinsfeld (Standort) | Siedlung des Neolithikums. | D-5-6527-0166 |      |
| Steinsfeld (Standort) | Siedlung des Neolithikums und der Hallstattzeit. | D-5-6527-0167 |      |
| Steinsfeld (Standort) | Siedlung des Neolithikums. | D-5-6527-0169 |      |
| Steinsfeld (Standort) | Siedlung des Altneolithikums. | D-5-6527-0170 |      |
| Steinsfeld (Standort) | Siedlung vorgeschichtlicher Zeitstellung. | D-5-6527-0171 |      |
| Steinsfeld (Standort) | Siedlung des Altneolithikums. | D-5-6527-0172 |      |
| Steinsfeld (Standort) | Siedlung des Altneolithikums. | D-5-6527-0173 |      |
| Steinsfeld (Standort) | Siedlung vorgeschichtlicher Zeitstellung. | D-5-6527-0174 |      |
| Steinsfeld (Standort) | Siedlung des Jung- bis Endneolithikums. | D-5-6527-0175 |      |
| Steinsfeld (Standort) | Siedlung der Steinzeiten. | D-5-6527-0294 |      |
| Steinsfeld (Standort) | Mittelalterliche und frühneuzeitliche Befunde im Bereich der Evangelisch-Lutherischen Pfarrkirche St. Maria in Steinfeld, einschließlich umfriedetem Kirchhof mit Körpergräbern. | D-5-6527-0295 |      |
| Steinsfeld (Standort) | Mittelalterliche und frühneuzeitliche Befunde im Bereich der Evangelisch-Lutherischen Kapelle St. Konrad in Reichelshofen.                                                       | D-5-6527-0301 |      |